# Архимандрит Дионисије (Пантелић)
Дионисије (световно Драгић Пантелић; Риђевштица код Трстеника, 16. октобар 1932 — Манастир Липовац, 3. јун 2023) био је истакнути схи-архимандрит Српске православне цркве, игуман Манастира Липовца и духовник.

## Биографија
Архимадрит Дионисије (Пантелић) рођен је 16. октобара 1932. године у Риђевштици код Трстеника, а у манастир одлази са својих непуних 14 година. Био је искушеник у манастиру Свети Димитрије у Дивљану код Беле Паланке, замонашен 16. октобара 1949. године у истом манастиру. Рукоположен у јерођакона на Малу госпојину 1950, а 5. новембара 1950. године у Нишу рукоположен у чин јеромонаха.
Премештен затим 1951. године у Манастир Наупаре код Крушевца за опслужиоца ломничке парохије и свештенослужитеља у Наупару, где је провео једно краће време. У Манастиру Дивљану је остао до одслужења војног рока, 1954. године и још једно краце време после тога. Касније премештен у Манастир Височку Ржану код Пирота где је остао од 1958. до 1974. године.
У Манастир Липовац код Алексинаца отац Дионисије дошао је по благослову епископа нишког Г. Јована Илића 1974. године по сопственој жељи да буде близу свог завичаја.
Старешина Манастира Липовца био је у периоду од 1974. године до 2005. године када га је наследила игуманија Меланија Пантелић.
За време његовог старјешинства у Липовцу у периоду од 1974. до 2005. године урађено је 1978. године испред манастира подигнута је чесма, а 1982. године подигнут је око манастира велики камени зид. Године 1996. започета је изградња новог конака, који је потпуности завршен и освећен 2002. године.
Архимандрит Дионисије био је од 2005. до 2023. године духовник манастира.
Дана 25. марта 2022. године, Његово Преосвештенство Епископ нишки г. Арсеније Главчић је у чин Велике схиме замонашио високопреподобног архимандрита Дионисија, духовника липовачке обитељи.
Упокојио се у Господу 3. јуна 2023. године у Манастиру Липовцу. Сахрањен је 6. јуна у Манастиру Липовцу у порти на монашком гробљу. Опело су извршили епископ крушевачки Давид Перовић, епископ нишки Арсеније Главчић и епископ полошко-кумановски Јоаким Јовчевски, уз саслужење великог броја свештеномонаха и монахиња тек верног и благочестивог народа.

## Књижевна дела

### Написао
- Православно Монаштво.
- Благовесници манастира Свети Деспот Стефан.
- Манастир "Свети Стеван" Липовац 6 векова.